# John Ambrose Meyer
John Ambrose Meyer (ur. 15 maja 1899 w Baltimore, zm. 2 października 1969 tamże) – amerykański polityk, działacz Partii Demokratycznej. W latach 1941–1943 był przedstawicielem czwartego okręgu wyborczego w stanie Maryland w Izbie Reprezentantów Stanów Zjednoczonych.